# Malá Strana
Malá Strana (in tedesco Kleinseite, in italiano letteralmente "piccolo lato", spesso chiamato "Piccolo Quartiere") è uno dei quartieri di Praga, chiamato anche Menší město pražské (in italiano "Città minore di Praga"). 
Il quartiere è adiacente a Hradčany ed è abitato da una popolazione di 5687 praghesi. Il suo centro è la piazza Malostranské náměstí su cui si affaccia la chiesa di San Nicola (Kostel svatého Mikuláše).

## Storia

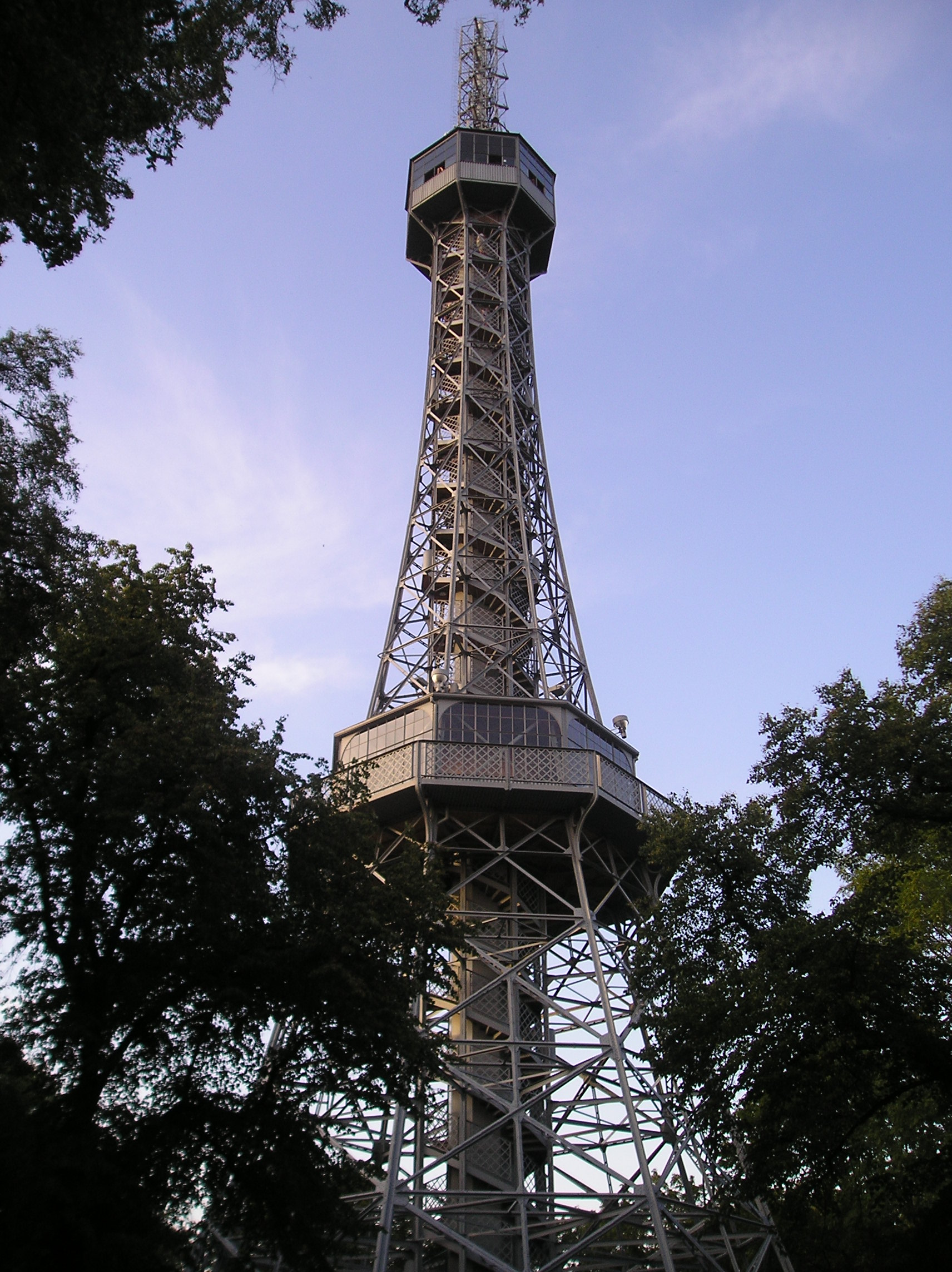
La torre panoramica di Petřín.

Di origine medievale, la zona fu abitata a partire dal 1257 prendendo il nome Nové Město pod Pražským hradem (in italiano "Città Nuova sotto il Castello di Praga"). Dopo che Carlo IV fondò la Città Nuova nel 1348 sul lato opposto della Moldava, Nové Město fu ribattezzata la Menší město e continuò a svilupparsi estendendosi lungo le pendici del Castello. Nel XVII secolo il quartiere prese il nome non ufficiale di Malá Strana.
Malá Strana è collegata alla Città Vecchia grazie al Ponte Carlo e ne fa parte anche l'isola di Kampa, sulla quale sono visibili i resti di vecchi mulini ad acqua.

## Monumenti

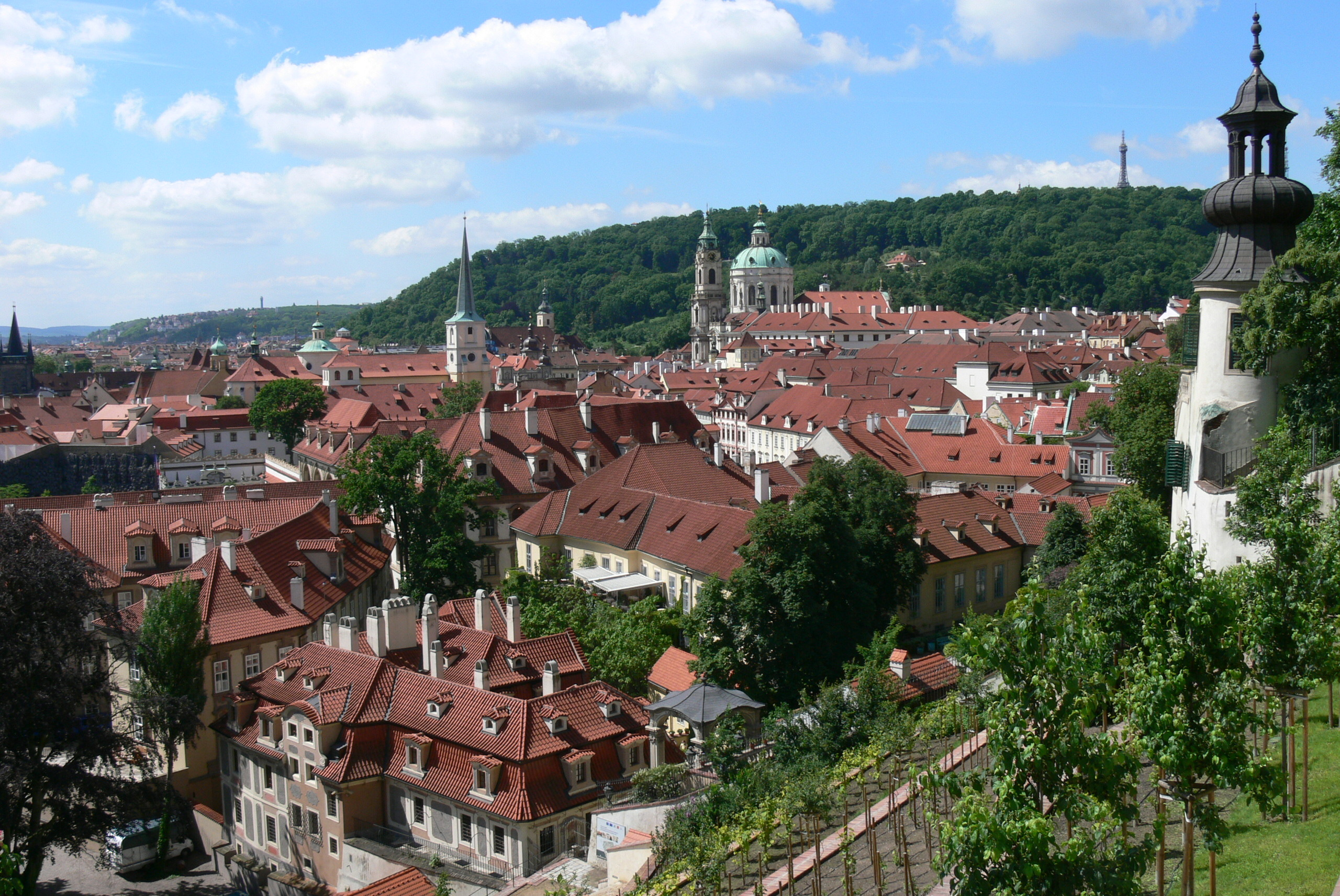
Veduta dei tetti di Malá Strana dal giardino del castello.

- Chiesa di Santa Maria della Vittoria
- Chiesa di San Nicola
- Ponte Carlo
- Palazzo Wallenstein